# Гальярда
Галья́рда (італ. gagliarda — весела, бадьора) — старовинний парний, інколи сольний танець, поширений в Європі в XV–XVII ст. Темп — помірно швидкий, розмір — 3/4; відзначається акордовим складом, діатонікою, пунктирним або синкопованим ритмом
геміолою. Гальярду виконували після павани, з якою вона утворювала двочастинну танцювальну сюїту. В XVII — XVIII ст. гальярда збереглась лише як частина інструментальної сюїти з повільним темпом та поліфонічною фактурою (В. Берд, О. Гіббонс, М. Франк та ін.).

## Джерело
- Юрій Юцевич. Музика: словник-довідник. — Тернопіль, 2003. — 404 с. — ISBN 966-7924-10-6. (html-пошук по словнику, djvu)

|  | Це незавершена стаття про танець. Ви можете допомогти проєкту, виправивши або дописавши її. |